# FagorMastercook

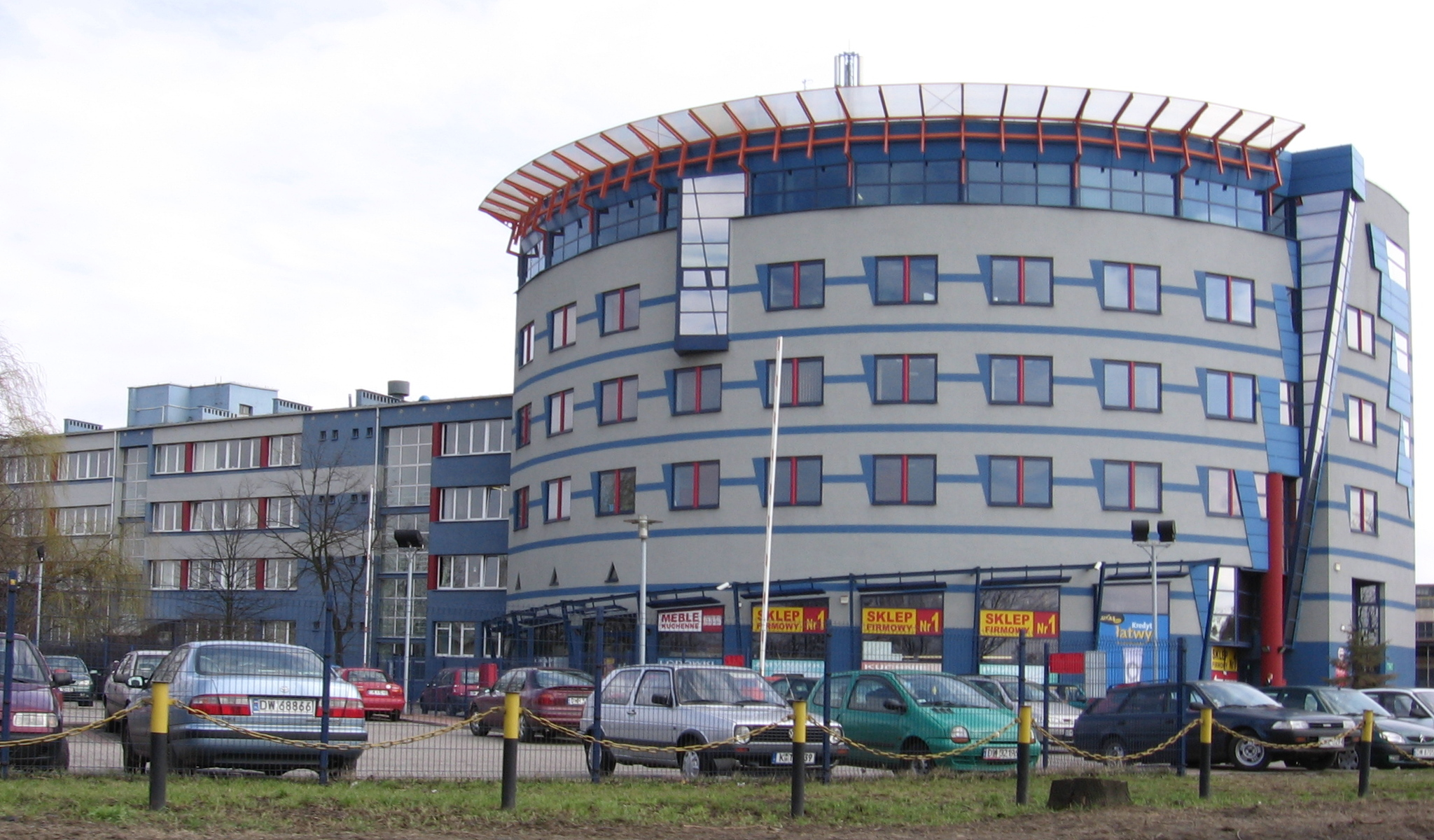
Biurowiec fabryki projektu Wojciecha Jarząbka przy ul. Żmigrodzkiej

FagorMastercook S.A. (dawniej: Wrocławskie Zakłady Metalowe, Zakłady Sprzętu Grzejnego Predom-Wrozamet, Wrozamet S.A.) – dolnośląskie przedsiębiorstwo produkujące sprzęt AGD, z siedzibą we Wrocławiu firmujące swoje produkty marką „Mastercook”.

## Historia
Przedsiębiorstwo utworzono w roku 1946, kiedy to na miejscu niemieckiej fabryki Knauth powstała Odlewnia Żeliwa i Metali oraz Wytwórnia Naczyń Emaliowanych. Początkowo produkowano w nim emaliowane wiadra i bańki, węglowe kuchnie, ruszty do parowozów, zdobiące lokomotywy godła narodowe, klamki do wagonów, motorowe sieczkarnie dla rolnictwa, części do pomp, elementy motocykli SHL oraz pralki wirnikowe „Emilia”.
W listopadzie 1962 połączono odlewnie i emaliernie tworząc Wrocławskie Zakłady Metalurgiczne (WZM), specjalizujące się w produkcji kuchni węglowych i gazowych, pralek wirnikowych oraz odlewów z żeliwa i metali. W 1969 roku rozpoczęto produkcję kuchni gazowej 4-palnikowej z piekarnikiem. W 1970 roku opracowany został nowy typ kuchni gazowej 4-palnikowej z opiekaczem i rożnem obrotowym. W roku 1976 – kiedy do przedsiębiorstwa został przyłączony zakład z Wąsosza po raz pierwszy została użyta nazwa Wrozamet, powstała od pierwszych liter nazwy firmy – Wrocławskie Zakłady Metalurgiczne i przyjęto nazwę Zakłady Sprzętu Grzejnego Predom-Wrozamet.
W 1977 r. przedsiębiorstwo produkowało nowoczesne kuchnie gazowe dla Philipsa. Były one wyposażone w zabezpieczenie palników przed niekontrolowanym wypływem gazu (aktualnie powszechnie stosowane rozwiązanie pod nazwą „zabezpieczenia przeciwwypływowe gazu”). W roku 1988 została uruchomiona produkcja kuchenek elektrycznych. W 1992 roku nastąpiło przekształcenie przedsiębiorstwa w jednoosobową spółkę Skarbu Państwa i zmiana nazwy na Wrozamet S.A.
Przełomowym momentem w historii przedsiębiorstwa był rok 1993, w którym wprowadzono do sprzedaży nową generację kuchni pod nazwą Mastercook.
W 1995 r. spółka Wrozamet S.A. została włączona do narodowego programu prywatyzacji poprzez przejęcie od Skarbu Państwa pakietu kontrolnego, czyli 75 proc. akcji przez Narodowe Fundusze Inwestycyjne (NFI), w których wiodącym funduszem dla Wrozamet SA był Trzeci Narodowy Fundusz Inwestycyjny.
W 1997 r. spółka rozpoczęła współpracę z firmą Fagor, która w 2002 r. stała się jej jedynym właścicielem. W 2006 r. spółka zmieniła nazwę na FagorMastercook S.A.
Od początku XXI w. na terenie firmy zrealizowano kilka dużych inwestycji:
- rok 2002 – uruchomienie linii produkcyjnej pralek (50 tys. sztuk w 2005 roku)
- rok 2003 – rozpoczęcie produkcji płyt do zabudowy (183 tys. sztuk w 2005 roku)
- rok 2004 – nowa linia produkcji chłodziarek (140 tys. sztuk w 2005 roku)
- rok 2005 – nowa linia produkcji piekarników do zabudowy
- rok 2006 – nowa fabryka pralek ładowanych od góry i rozbudowa fabryki kuchni.
- rok 2010 – nowa linia produkcji zmywarek i rozbudowa fabryki pralek oraz wdrożenie nowej technologii emaliowania kuchni.

W 2010 roczna produkcja wyniosła prawie 2 miliony sztuk sprzętu AGD.
W roku 2013 po modernizacji dwóch linii produkcyjnych w fabryce sprzętu kuchennego, produkcja ma wynieść 2 tys. sztuk kuchni i piekarników na dobę. Na znacznie szerszą skalę niż obecnie będą produkowane m.in. kuchnie indukcyjne.
FagorMastercook posiada na terenie Wrocławia cztery fabryki – sprzętu kuchennego, pralnictwa, lodówek oraz tłocznię. W budowie jest fabryka chłodziarko-zamrażarek.
31 października 2013 zarząd spółki Fagor Mastercook S.A. poinformował, że do hiszpańskiego sądu w San Sebastián został złożony wniosek o wszczęcie postępowania upadłościowego tej spółki. Powodem miała być „troska o dobro naszych wierzycieli, klientów i pracowników”. Spółka zapowiada restrukturyzację. W komunikacie, pod którym podpisali się: prezes zarządu Ireneusz Bartnikowski i członkowie zarządu Mariusz Kania i Magdalena Ślązak-Małko napisano: „[...] Żeby jednak zapewnić niezbędny czas na realizację tego zadania oraz w trosce o dobro naszych wierzycieli, klientów i pracowników w dniu 30 października 2013 roku złożony został w Sądzie w San Sebastián wniosek o wszczęcie postępowania upadłościowego dla FagorMastercook S.A.”.
W 2015 roku spółkę FagorMastercook przejął niemiecki gigant, BSH Bosch und Siemens Hausgeräte. Na terenie dawnych zakładów ruszyła produkcja lodówek i piekarników marek Bosch i Siemens.